# Pendiente (matemática)
En matemáticas y ciencias aplicadas se denomina pendiente a la inclinación de un elemento lineal, natural o constructivo respecto de la horizontal (de 0° o 180°).
En geometría analítica, puede referirse a la pendiente de la ecuación de una recta (o coeficiente angular) como caso particular de la tangente a una curva, en cuyo caso representa la derivada de la función en el punto considerado, y es un parámetro relevante, por ejemplo, en el trazado altimétrico de carreteras, vías férreas o canales.

## Ángulo de inclinación
El ángulo α, definido tal como aparece en la figura, se llama ángulo de inclinación  de la recta respecto al eje OX. La tangente (trigonométrica) del ángulo de inclinación {\displaystyle \alpha } se llama coeficiente angular de la recta y se designa usualmente con la letra {\displaystyle k} y entonces 

{\displaystyle k=\tan(\alpha )}

En realidad, el coeficiente angular y la pendiente tienen el mismo significado geométrico. En la ecuación {\displaystyle y=kx+b} que involucra el coeficiente angular y la ordenada en el origen: k es el coeficiente angular y b la ordenada en el origen.

## Pendiente de una recta

Pendiente:

La pendiente (m) de una recta representa el crecimiento o decrecimiento de una recta, cuando la pendiente es positiva, en el plano cartesiano esta va del III cuadrante al I Primer cuadrante, cuando la pendiente es negativa esta va del II cuadrante al IV cuadrante, cuando la pendiente es cero (0) la recta es una línea paralela al eje X y perpendicular al eje Y, que pasa por el punto indicado, en este caso seria y = 2, la recta pasa por el punto 2 lo que quiere decir que para cualquier valor de x siempre será dos, su dominio es todos los números reales y su rango 2, ahora cuando y = 0 la variable X toma cualquier valor en este caso la pendiente es infinita,es decir,es paralela al eje y y perpendicular al eje x, como en el caso de x = 3.
La pendiente de una recta en un sistema de representación rectangular (de un plano cartesiano), suele estar representada por la letra {\displaystyle m},  y está definida como la diferencia en el eje  Y dividido por la diferencia en el eje X para dos puntos distintos en una recta. En la siguiente ecuación se describe:

{\displaystyle m={\frac {\Delta y}{\Delta x}}={\frac {y_{2}-y_{1}}{x_{2}-x_{1}}}}

### Geometría
Dado un sistema de ejes cartesianos x y, una recta horizontal paralela o congruente con el eje x tiene pendiente igual a 0 (cero), y su representación se define por la coordenada por donde ésta atraviesa el eje y. En aquellos casos donde la recta se encuentra formando un ángulo distinto de cero, cuanto menor sea el valor de la pendiente, menor ángulo tendrá la recta con respecto al eje x; por ejemplo, una recta inclinada (que se eleve) un ángulo de 45° con respecto al eje x tendrá una pendiente positiva {\displaystyle m=+1}, y una recta declinada (que caiga) 30° tendrá una pendiente negativa {\displaystyle m=-0,5}. La pendiente de una recta vertical no está definida, y su representación se indica por la coordenada donde ésta atraviesa al eje x.
El ángulo {\displaystyle \theta } que una recta forma con el eje horizontal está relacionado con la pendiente {\displaystyle m} por medio de la siguiente relación trigonométrica:

{\displaystyle m=\tan \,\theta }

o equivalentemente:

{\displaystyle \theta =\arctan \,m}

Dos o más rectas son paralelas si ambas poseen la misma pendiente, o si ambas son verticales y por ende no tienen pendiente definida; dos o más rectas son perpendiculares (forman un ángulo recto entre ellas) si el producto de sus pendientes es igual a -1.

### La pendiente en las ecuaciones de la recta

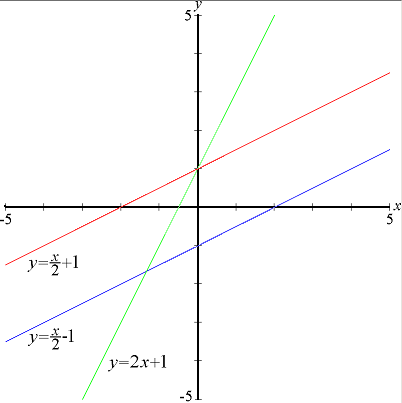
Tres líneas rectas — Las líneas roja y azul poseen la misma pendiente (m) que en este ejemplo es ½, mientras que las líneas roja y verde interceptan al eje y en el mismo punto, por lo que poseen idéntico valor de ordenada al origen (b) que en este ejemplo es el punto x=0, y=1.

Si y  es una función lineal de x, entonces el coeficiente de x es la pendiente de la recta. Por lo tanto, si la ecuación está dada de las siguientes maneras:

{\displaystyle y=mx+b\,}

entonces m es la pendiente. En esta ecuación, el valor de {\displaystyle b} puede ser interpretado como el punto donde la recta se interseca con el eje Y, es decir, el valor de {\displaystyle y} cuando {\displaystyle x=0}. Este valor también es llamado ordenada en el origen.

{\displaystyle y=m(x-a)\,}

entonces "m" sigue siendo la pendiente. Pero en esta ecuación, el valor {\displaystyle a} puede ser interpretado como el punto donde la recta se interseca con el eje X, es decir, el valor de {\displaystyle x} cuando {\displaystyle y=0}. Este valor también es llamado abscisa en el origen.

Si la pendiente {\displaystyle m} de una recta y el punto {\displaystyle (x_{0},y_{0})} de la recta son conocidos, entonces la ecuación de la recta puede ser encontrada usando:

{\displaystyle y-y_{0}=m(x-x_{0})\,}

La pendiente de la recta en la fórmula general:

{\displaystyle Ax+By+C=0\,}

está dada por: 

{\displaystyle m=-{\frac {A}{B}}}

### Propiedades
- Teniendo como datos los coeficientes angulares de dos rectas {\displaystyle k_{1},k_{2}}, uno de los ángulos μ formados por estas dos rectas se determina por la fórmula

{\displaystyle tan\mu ={\frac {k_{2}-k_{1}}{1+k_{1}k_{2}}}}

- La pauta de paralelismo de dos rectas es la igualdad de sus coeficientes angulares

{\displaystyle k_{1}=k_{2}}.

- La pauta de perpendicularidad de dos rectas se determina por las relaciones:

{\displaystyle k_{1}k_{2}=-1} o {\displaystyle k_{2}=-{\frac {1}{k_{1}}}}

- Si en la ecuación {\displaystyle y=kx+b} se mantiene constante k, sólo varía b, se tiene una familia de rectas paralelas con coeficiente angular constante k, que cubre todo el plano, al recorrer b todo el conjunto ℝ.

## Cálculo
El concepto de pendiente es central en el cálculo diferencial. La pendiente de una recta es la tangente del ángulo que forma la recta con la dirección positiva del eje de abscisas. En funciones no lineales, la razón de cambio varía a lo largo de la curva. La derivada de la función en un punto dado es la pendiente de la línea tangente en dicho punto.

Representación gráfica de la derivada.